# ジャン＝バチスト・メンディ
ジャン＝バチスト・メンディ（Jean-Baptiste Mendy、1963年3月16日 - 2020年8月31日）は、フランスのプロボクサー。セネガル・ダカール出身。元WBC・WBA世界ライト級王者。67戦55勝8敗31KO3分1無効試合。

## 来歴
1983年プロデビュー判定勝ち。
1994年3月、WBC世界ライト級タイトルマッチでミゲル・アンヘル・ゴンサレスにTKO負け。
1996年4月20日、WBC世界ライト級王座決定戦でラマー・マーフィーに判定勝ち、新王者に。
1997年3月1日、WBC世界ライト級タイトルマッチでスティーブ・ジョンストンに判定負けで王座陥落。
1998年2月、WBA世界スーパーライト級タイトルマッチでカリ・ライルーに判定負け。
1998年5月16日、WBA世界ライト級タイトルマッチでオルズベック・ナザロフに判定勝ち、新王者に。

## 獲得タイトル
- WBC世界ライト級王座
- WBA世界ライト級王座